# Alpha Delta Phi
Alpha Delta Phi (ΑΔΦ) ist eine studentische Verbindung in den Vereinigten Staaten und Kanada. Sie wurde 1832 am Hamilton College in Clinton, New York, gegründet und ist eine der ältesten akademischen Bruderschaften Nordamerikas. Die Verbindung legt Wert auf akademische Exzellenz, Führungsqualitäten, gesellschaftliches Engagement und lebenslange Freundschaften. Neben der ursprünglichen Bruderschaft existiert seit den 1990er Jahren die Alpha Delta Phi Society, die auch Frauen als Mitglieder aufnimmt.

## Geschichte

### Gründung und frühe Jahre
Alpha Delta Phi wurde am 29. Oktober 1832 von Samuel Eells gegründet, einem Studenten des Hamilton College. Ziel war es, eine akademische Gemeinschaft zu schaffen, die sich durch hohe moralische und intellektuelle Standards auszeichnet. Die erste Expansion erfolgte 1836 mit einem zweiten Kapitel an der Miami University in Ohio. In den folgenden Jahrzehnten entstanden weitere Kapitel an Hochschulen wie Harvard, Yale und Amherst.
In ihren Anfängen unterschied sich Alpha Delta Phi von anderen Verbindungen durch einen besonderen Fokus auf Literatur und akademische Bildung. Mitglieder organisierten regelmäßig Debatten und literarische Veranstaltungen.

### Entwicklung im 20. Jahrhundert
Während der beiden Weltkriege verzeichnete die Verbindung einen Mitgliederrückgang, da viele Studenten zum Militärdienst eingezogen wurden. Nach dem Zweiten Weltkrieg wuchs Alpha Delta Phi erneut und eröffnete neue Kapitel in den USA und Kanada.
In den 1990er Jahren entstand die Alpha Delta Phi Society, eine Abspaltung, die Frauen und nicht-traditionelle Mitglieder aufnahm. Sie behielt viele Traditionen der ursprünglichen Bruderschaft bei, ist jedoch formal eine eigenständige Organisation.

## Struktur und Organisation
Alpha Delta Phi ist in autonome Kapiteln an verschiedenen Universitäten organisiert. Diese unterliegen den Grundsätzen der Verbindung, haben jedoch eigene Traditionen.
Die übergeordnete Verwaltung erfolgt durch den Nationalverband, der für Regeln, Organisation und Treffen verantwortlich ist. Ein Alumni-Netzwerk, das ehemalige Mitglieder miteinander verbindet und berufliche Unterstützung bietet.

## Werte und Aktivitäten
Die Verbindung fördert, Akademische Exzellenz durch Bildungs- und Literaturveranstaltungen. Führungsqualitäten, indem Mitglieder Verantwortung in der Organisation übernehmen und Gesellschaftliches Engagement, etwa durch Wohltätigkeitsprojekte, übernehmen.

## Kritik und Kontroversen
Wie viele studentische Verbindungen wurde Alpha Delta Phi in der Vergangenheit mit Vorwürfen des Hazing (schikanierende Aufnahmeprüfungen) konfrontiert. Im November 2024 wurde das Kapitel an der University of Iowa suspendiert, nachdem Berichte über illegale Aufnahmerituale aufkamen. Die Universität leitete eine Untersuchung ein.

## Bekannte Mitglieder
Zu den ehemaligen Mitgliedern zählen mehrere US-Senatoren, Schriftsteller und Geschäftsleute, darunter: Franklin D. Roosevelt, Theodore Roosevelt Jr., Henry Cabot Lodge.

## Heutige Bedeutung
Alpha Delta Phi ist heute an mehreren Universitäten in den USA und Kanada aktiv. Während einige Kapitel weiterhin als traditionelle Bruderschaften agieren, sind andere offener für nicht-traditionelle Mitglieder. Die Verbindung bleibt durch ihr Alumni-Netzwerk ein wichtiger Faktor für Karriereförderung und gesellschaftliches Engagement.